# Helichrysum benthamii
Helichrysum benthamii là một loài thực vật có hoa trong họ Cúc. Loài này được Viguier & Humbert mô tả khoa học đầu tiên năm 1914.